# Валье-Инклан, Рамон Мария дель

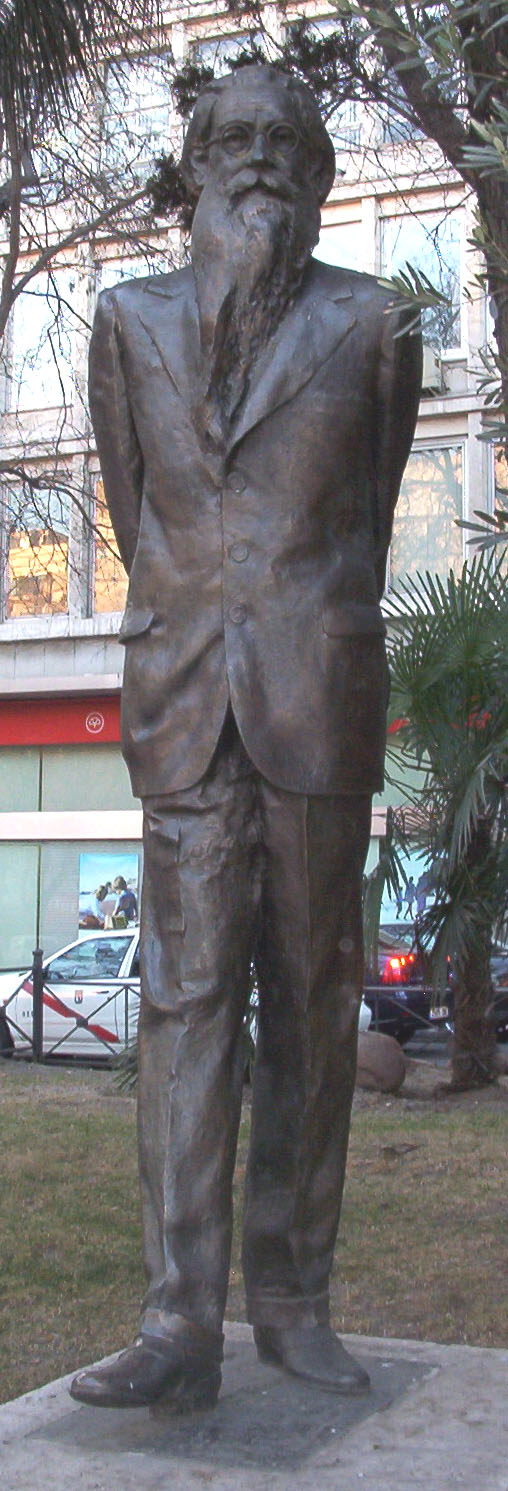
Памятник Валье-Инклану в Мадриде

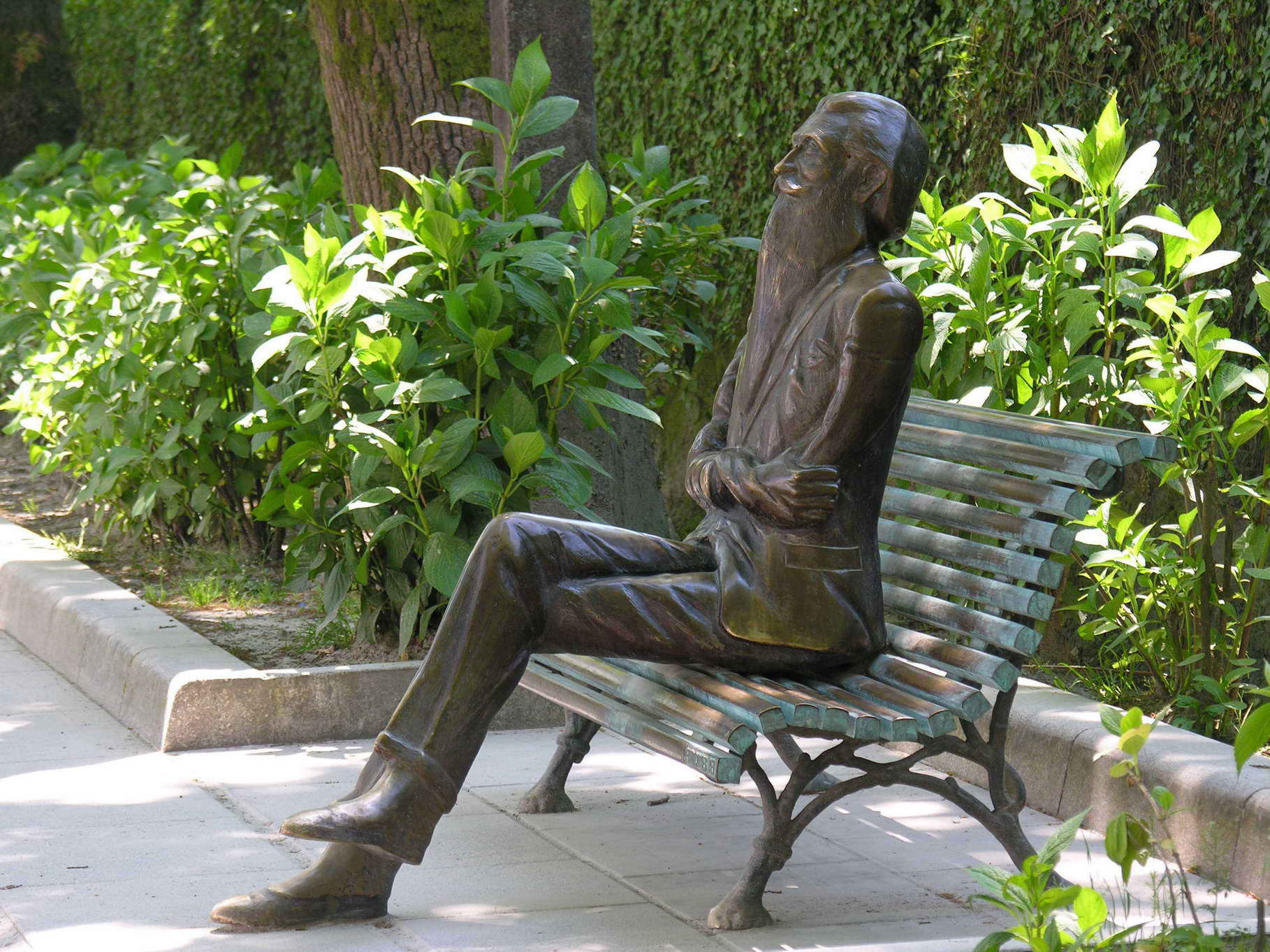
Памятник Валье-Инклану в Сантьяго де Компостела

Рамо́н Мари́я дель Ва́лье-Инкла́н (исп. Ramón María del Valle-Inclán y de la Peña; 28 октября 1866, Вильянуэва-де-Ароса, Понтеведра — 5 января 1936, Сантьяго-де-Компостела) — испанский писатель, одна из крупнейших фигур  испанской культуры конца XIX — 1-й трети XX веков. Являлся представителем «поколения 98 года».

## Биография
Происходил из знатного, хотя и обедневшего дворянского рода. Внук либерального журналиста, сын либерального писателя, сторонников галисийского возрождения. Учился в Понтеведре, затем изучал право в университете Сантьяго-де-Компостелы, параллельно занимался рисованием в Школе искусств и ремёсел. Путешествуя по Латинской Америке, познакомился с Рубеном Дарио. С 1896 года обосновался в Мадриде.
Крупнейшая фигура Поколения 98 года. Активно участвовал в литературной жизни столичной богемы, много публиковался в периодике, путешествовал по Латинской Америке.
С 1924 года встал в оппозицию диктаторскому режиму Примо де Риверы. В 1929 году был заключён в мадридскую тюрьму. Примкнул к Радикальной республиканской партии. В 1932 году республиканское правительство назначило Валье-Инклана хранителем национального художественного наследия, директором музея в Аранхуэсе. Почётный президент Ассоциации друзей СССР. В 1933 году назначен директором Школы изящных искусств в Риме. В 1935 году вернулся в Испанию, участвовал в Первом международном конгрессе писателей в защиту культуры. Затем перебрался в Сантьяго-де-Компостелу и через несколько месяцев скончался от рака в одной из лечебниц.

## Творчество
Произведения первого периода (до 1905—1906 годов) близки к испаноязычному модернизму. Второй период (до 1919—1920 годов) — время исторических романов, драм об испанской «глубинке» и испанском характере. В произведениях третьего периода — эсперпенто («страшилках») для театра кукол, романе-памфлете «Тиран Бандерас» (1926), цикле романов об испанской истории 2-й половины XIX века — господствует фарс и гротеск.
Много переводил — Эса ди Кейроша с португальского, Александра Дюма-отца — с французского и др.

## Произведения

### Романы
- La cara de Dios (1900)
- Sonata de otoño (1902)
- Sonata de estío (1903)
- Sonata de primavera (1904)
- Flor de santidad (1904)
- Sonata de invierno (1905)
- Серия La guerra carlista: Los cruzados de la Causa (1908); El resplandor de la hoguera (1909); y Gerifaltes de antaño (1909)
- Una tertulia de antaño (1909)
- En la luz del día (1917)
- Tirano Banderas (1926)
- Fin de un revolucionario. Aleluyas de la Gloriosa (1928)
- Серия El ruedo ibérico: La corte de los milagros (1927); ¡Viva mi dueño! (1928); Baza de espadas: vísperas septembrinas (1932, не завершен); y El trueno dorado (1936, сохранился лишь фрагмент)

### Повести
- Femeninas (1895)
- Epitalamio (1897)
- Corte de amor (1903)
- Jardín umbrío (1903)
- Jardín novelesco (1905)
- Historias perversas (1907)
- Corte de amor. Florilegio de honestas y nobles damas (1908)
- Cofre de sándalo (1909)

### Театр
- Cenizas (1899)
- Серия Comedias bárbaras:Águila de blasón (1907); *Romance de lobos (1908); y Cara de plata (1923)
- El marqués de Bradomín. Coloquios románticos (1907)
- El yermo de las almas (1908)
- Cuento de abril (1910)
- La cabeza del dragón (1910)
- Voces de gesta (1911)
- El embrujado (1912)
- La marquesa Rosalinda (1912)
- Divinas palabras. Tragicomedia de aldea (1919)
- Luces de bohemia (1920)
- Farsa de la enamorada del rey (1920)
- Farsa y licencia de la Reina Castiza (1920)
- Los cuernos de don Friolera (1921)
- ¿Para cuándo son las reclamaciones diplomáticas? (1922)
- La rosa de papel (1924)
- La cabeza del Bautista (1924)
- Tablado de marionetas para educación de príncipes (1926)
- El terno del difunto (1926)
- Ligazón. Auto para siluetas (1926)
- La hija del capitán. Esperpento (1927)
- Sacrilegio. Auto para siluetas (1927)
- Retablo de la avaricia, la lujuria y la muerte (1927)
- Martes de carnaval. Esperpentos (1930)

### Поэзия
- Aromas de leyenda (1907)
- La pipa de kif (1919)
- El pasajero. Claves líricas (1920)
- Claves líricas (1930, собрание стихотворений)

### Другие жанры
- Las mieles del rosal (1910, избранные новеллы)
- La lámpara maravillosa (1916, эссе)
- La medianoche. Visión estelar de un momento de guerra (1916, хроники)
- Flores de almendro (1936, избранные новеллы)

### Публикации на русском языке
- Избранные произведения в 2-х тт. — Л.: Художественная литература, 1986.
- Сонаты. — Художественная литература,1966.